# Comuna Găvănești, Olt
Găvănești este o comună în județul Olt, Oltenia, România, formată din satele Băleasa, Broșteni, Dâmburile și Găvănești (reședința).

## Listă de primari
- Gheorghe Dumitrașcu
- Antonie Iulian

## Demografie
Componența etnică a comunei Găvănești
     Români (95,47%)
     Alte etnii (0%)
     Necunoscută (4,53%)
Componența confesională a comunei Găvănești
     Ortodocși (93,24%)
     Adventiști (1,9%)
     Alte religii (0,34%)
     Necunoscută (4,53%)
Conform recensământului efectuat în 2021, populația comunei Găvănești se ridică la 1.790 de locuitori, în scădere față de recensământul anterior din 2011, când fuseseră înregistrați 2.050 de locuitori. Majoritatea locuitorilor sunt români (95,47%), iar pentru 4,53% nu se cunoaște apartenența etnică. Din punct de vedere confesional, majoritatea locuitorilor sunt ortodocși (93,24%), cu o minoritate de adventiști (1,9%), iar pentru 4,53% nu se cunoaște apartenența confesională.

## Politică și administrație
Comuna Găvănești este administrată de un primar și un consiliu local compus din 11 consilieri. Primarul, Iulian Antonie[*], de la Partidul Social Democrat, este în funcție din 2008. Începând cu alegerile locale din 2024, consiliul local are următoarea componență pe partide politice:
|  | Partid                          | Consilieri | Componența Consiliului | Componența Consiliului | Componența Consiliului | Componența Consiliului | Componența Consiliului | Componența Consiliului | Componența Consiliului | Componența Consiliului | Componența Consiliului | Componența Consiliului |
|  | ------------------------------- | ---------- | ---------------------- | ---------------------- | ---------------------- | ---------------------- | ---------------------- | ---------------------- | ---------------------- | ---------------------- | ---------------------- | ---------------------- |
|  | Partidul Social Democrat        | 10         |                        |                        |                        |                        |                        |                        |                        |                        |                        |                        |
|  | Alianța pentru Unirea Românilor | 1          |                        |                        |                        |                        |                        |                        |                        |                        |                        |                        |